# JD Gunn
John David Gunn Curlin (21 de enero de 2000, Ciudad de Panamá, Panamá) más conocido como JD Gunn, es un exbasquetbolista y futbolista profesional panameño que juega como portero en el club New England Revolution II de la MLS Next Pro.

## Trayectoria

### Inicios
En 2018, Gunn se comprometió a jugar fútbol en la Universidad de Biola y jugó con los Biola Eagles de 2019 a 2022. En 2022, tuvo una breve temporada con los Charlotte Eagles en la USL League Two. Fue nombrado Portero del Año en la Conferencia PacWest en 2022.  Se mudó a los Memphis Tigers en 2023, donde fue estudiante de posgrado.

### New England Revolution II
El 9 de febrero de 2024, Gunn firmó su primer contrato profesional con New England Revolution II en el MLS Next Pro para la temporada 2024. El 27 de abril de 2024 firmó con el New England Revolution en un contrato a corto plazo para un Major League Soccer partido contra Inter Miami CF. El 11 de octubre de 2024, New England Revolution II ejerció la opción de renovación que le vinculaba al club para la siguiente temporada.

## Vida personal
Gunn nació y creció en la Ciudad de Panamá, Panamá, en una familia estadounidense. Se mudó a los Estados Unidos a la edad de 15 años, donde asistió a la escuela secundaria en la Academia Wheaton. Fue un deportista polifacético que practicaba tanto baloncesto como fútbol.

## Selección nacional

### Baloncesto
En 2018, Gunn fue convocado para jugar con el equipo nacional masculino de baloncesto sub-18 de Panamá en el Campeonato FIBA Sub-18 de las Américas de 2018.

### Fútbol
En marzo de 2024, formó parte del equipo preliminar para la etapa final de la Liga de Naciones de la CONCACAF 2023-24. En octubre de 2024, fue convocado a la selección nacional de Panamá para una serie de partidos amistosos internacionales. Posteriormente fue incluido en el mes de noviembre en la convocatoria para los partidos por cuartos de final de Liga de Naciones de la CONCACAF 2024-25 contra la selección de Costa Rica. 
Hizo su debut no oficial en el mes de enero de 2025 en el "amistoso híbrido" contra el equipo de Universitario de Deportes en el Estadio Monumental, en la conocida "Noche Crema", disputando 45 minutos del encuentro. Nuevamente fue incluido el mes de junio en la convocatoria por las Clasificatorias de Concacaf para la Copa Mundial de Fútbol de 2026 contra las selecciones de Belice y Nicaragua. A su vez, formó parte del plantel final para disputar la Copa de Oro de la Concacaf 2025.

## Clubes
| Club                      | País           | Año             |
| ------------------------- | -------------- | --------------- |
| Wheaton Academy           | Estados Unidos | 2015 - 2018     |
| Biola Eagles              | Estados Unidos | 2018 - 2022     |
| Charlotte Eagles          | Estados Unidos | 2022            |
| New England Revolution    | Estados Unidos | 2024            |
| New England Revolution II | Estados Unidos | 2024 - presente |